# هوجو توکیمونه
هوجو توکیمونه (به ژاپنی: 北条 時宗, Hōjō Tokimune)، هوجو سیجو زمان حیات (۵ ژوئن ۱۲۵۱–۲۰ آوریل ۱۲۸۴ میلادی) هشتمین شیکّن، فرماندار نظامی ژاپن (نایب السلطنه، معاون شوگون) در دوره کاماکورا بود. شهرت وی از رهبری نیروهای ژاپنی علیه حمله مغول به ژاپن و گسترش دادن ذن بودیسم نشأت گرفته است. وی بزرگ‌ترین پسر توکی‌یوری بود. از بدو تولد، هوجو به عنوان توکوسو (شاخه اصلی خاندان هوجو) دیده می‌شد و با سخت‌گیری زیاد برای جانشینی پدرش تربیت داده شد. در سال ۱۲۶۸ میلادی، در سن ۱۸ سالگی، وی شیکّن شد.

## حمله مغول
در ژانویه ۱۲۶۸ میلادی قوبلای خان نامه‌های تهدیدآمیزی همراه با یک هیئت به دربار ژاپن فرستاد. دربار پاسخ به قوبلای خان را برعهدهٔ حکومت کاماکورا یا باکوفو (فرماندهی لشکری ژاپن) که در آن زمان ریاست آن برعهده توکیمونه بود واگذاشت. توکیمونه در آن هنگام هیجده سال داشت و پس از بحث در مورد نامه، تصمیم گرفت هیچ پاسخی به این نامه‌ها ندهد و فرستادگان بدون پاسخ به نزد قوبلای خان بازگشتند. ژاپن در آن زمان بخاطر موقعیت جغرافیایی و جزیره‌ای ارتباط چندانی با دیگر کشورها نداشت. به همین علت احتمال این وجود دارد که این تصمیم‌گیری و موضع استواری بر اثر آن گرفته شده باشد که دولت کاماکورا از حوادثی که در آسیا و اروپا می‌گذشت و از شکست ناپذیری و حملات بی‌رحمانهٔ مغول اطلاع چندانی نداشته است.
مغولان از این امر خشمگین شدند و دوباره فرستادگانی، ۷ مارس ۱۲۶۹، ۱۷ سپتامبر ۱۲۶۹، سپتامبر ۱۲۷۱ و مه ۱۲۷۲ به ژاپن فرستادند. اما توکیمونه هر بار مأموران قوبلای خان را رانده، حتی اجازه نداد که از دریا به زمین ژاپن وارد شوند. اولین تهاجم مغول در سال ۱۲۷۴ بود. اما حتی پس از اینکه حمله شکست خورد، پنج فرستاده در سپتامبر ۱۲۷۵ از سوی مغول اعزام شده و سپس به کیوشو فرستاده شدند، و از پاسخ به آنان خودداری شد. توکیمونه سپس آنها را به کاماکورا فرستاده و دستور داد سر آنان را قطع کنند. گور این پنج فرستادهٔ مغول هنوز در جوریو-جی واقع در کاماکورا باقی‌مانده است. سپس دوباره در تاریخ ۲۹ ژوئیه ۱۲۷۹، ۵ سفیر از طرف مغول به ژاپن فرستاده شدند، و این بار در همان محل ورود در هاکاتا سر آنان قطع شد. پس از آن ژاپن در انتظار حمله بود، در ۲۱ فوریه ۱۲۸۰، به دستور دربار سلطنتی در تمام معابد و زیارتگاه‌ها برای پیروزی بر امپراتوری مغول مراسم دعا برپا شد. قوبلای خان نیروهای نظامی بسیاری را برای حملهٔ بعدی جمع‌آوری کرد و حمله در سال ۱۲۸۱ انجام شد، که دوباره یک شکست برای مغول به علت طوفان به همراه آورد.

## شخصیت
توکیمونه مانند پدرش اعتقاد عمیقی به آیین ذن داشت. به‌خصوص از زمانی که رانکی دوریو دوست نزدیک پدرش از چین جنوبی و در زمان سلسله سونگ به ژاپن آمد تحت تعلیمات دینی او قرار گرفت. بعد از مرگ رانکی دوریو، توکیمونه فرستادگانی به چین فرستاده و موگاکو سوگن روحانی آیین ذن را به ژاپن دعوت کرد. همچنین از فعالیت‌های نینشو که روحانی (در اصطلاح سانگاه گفته می‌شود) دین ذن بود پشتیبانی کرد.